# クロホシフエダイ
クロホシフエダイ（学名：Lutjanus russellii）は、フエダイ科に分類される魚類の一種。別名はモンツキ。西太平洋に分布し、沿岸の岩礁域に生息する。体側面にある大きな黒斑が特徴である。

## 分類と名称
1849年にオランダの魚類学者であるピーター・ブリーカーによって Mesoprion russellii として記載され、タイプ産地はジャカルタであった。インド洋産の Lutjanus indicus に最も近縁である。
種小名は1803年に本種に関する記述を残したパトリック・ラッセルへの献名。Moses snapper、fingermark bream、Moses seaperch、Russell's sea-perchなどの英名がある。日本ではその模様からモンツキという別名がある。

## 分布と生息地
タイランド湾およびスマトラ島から、東はトンガ、北は南日本、南はオーストラリアまで、西太平洋に分布する。日本では房総半島以南の太平洋岸、南西諸島に分布する。オーストラリアでは西オーストラリア州のシャーク湾から、ティモール海のアシュモア・カルティエ諸島など沖合を通り、北部および東部の海岸に沿って、南はニューサウスウェールズ州のジャービス湾まで分布する。沿岸から沖合にかけて、水深3-80mの岩礁およびサンゴ礁に生息し、幼魚は河口やマングローブ林にも進出する。

## 形態
体高は比較的高く、体長は体高の2.6-2.8倍。額の輪郭の傾斜は急または中程度で、前鰓蓋骨にはわずかな突起と切れ込みがある。鋤骨歯は三角形または菱形に並び、後方に突出している。舌には小さな歯がある。背鰭は10棘と14軟条から、臀鰭は3棘と8軟条から成る。背鰭と臀鰭の後部は丸みを帯びるが、臀鰭の先端は尖ることもある。胸鰭は16-17軟条から成り、尾鰭は弱い二叉形または截形。全長は通常30cmだが、最大50cmに達する。体色は白から銀灰色がかった桃色で、背中は茶色みを帯びる。背鰭軟条部下の側線上には、不明瞭な大きい黒斑がある。背鰭と尾鰭は赤みがかり、他の鰭は黄色である。幼魚は体色が白く、体側面には4本の茶色から黒色の縦縞が入る。これらの縞模様は途切れることもあり、側線上には黒い斑点がある。

## 生態
肉食魚であり、底魚や無脊椎動物を捕食する。生後約4年で尾叉長28.1cmに達し、性成熟する。平均寿命は約17年である。

## 人との関わり
小規模な漁業で漁獲され、広い地域で市場にて流通している。釣り、かご網漁、底引き網で漁獲される。香港では生きたまま販売される。養殖も行われている。日本では主に西日本で漁獲され、あまり見かけることは無いが、流通量は増えてきている。